# Lars von Trier
Lars von Trier (Kopenhagen, 30 april 1956) is een Deense filmregisseur, bekend om zijn originele manier van werken. Samen met collega Thomas Vinterberg bedacht en begon hij het Dogma 95-collectief.
Zijn geboortenaam is Lars Trier, maar op de filmacademie gaven zijn medestudenten hem de bijnaam Von Trier. Dit was een plagerijtje, goedmoedige spot, omdat von een adellijke achtergrond suggereert, terwijl dat in tegenspraak is met de communistische achtergrond van zijn ouders. Tevens zijn 'Lars' en 'Trier' heel gewone namen in het egalitaire Denemarken. (Volgens sommige bronnen behield hij zijn bijnaam als een hommage aan de regisseur Erich von Stroheim.)
Von Trier studeerde filmwetenschappen in Denemarken. Vanaf 1976 maakte hij korte films. Daarna studeerde hij van 1979 tot 1982 aan de Deense filmschool. Zijn eerste lange speelfilm was Forbrydelsens element (The Element of Crime) (1984).
Von Trier maakte zelf maar één Dogma-film: de omstreden film The Idiots. Zijn latere films hadden wel Dogma-elementen, maar Von Trier leefde niet meer alle dogma's na.
In Breaking the Waves werd bijvoorbeeld ook slechts met één handheld camera gedraaid, zodat de acteurs zich zo min mogelijk bewust waren van de aanwezigheid van camera en techniek. Het resultaat was dan ook een 'naturel' manier van acteren.
In Dogville ging Von Trier nog een stap verder dan Dogma 95: ook de gebouwen ontbraken.
In 2018 werd de Deense cultuurprijs de Sonningprisen aan hem toegekend.

## Familie
Lars von Trier is de tweede zoon van Inger Høst (1915–1989) en Ulf Trier (1907–1978). Zijn ouders leerden elkaar in het verzet kennen tijdens de Duitse bezetting van Denemarken, waar ze joden hielpen vluchten naar Zweden. Naar Von Triers eigen zeggen waren zijn ouders communisten. Ze behoorden tot een groep nudisten en voedden hun zoon anti-autoritair op.
Lars von Triers oom van moeders kant was Børge Høst, een filmregisseur die interesse voor het beroep van filmmaker bij Lars opwekte. Op de basisschool al draaide hij met een Super-8-camera kleine animatiefilmpjes, later korte films met zijn vrienden. Zijn eerste gedocumenteerde animatiefilm Turen til Squashland ("De reis naar Luilekkerland") uit 1967 duurde een minuut. Von Trier had in zijn jeugd last van stress en miste soms school, waarvoor hij psychiatrische ondersteuning kreeg. Desondanks speelde hij in 1969 twee hoofdrollen in een Deens-Zweedse kindertelevisieserie. Sinds hij klein was lijdt hij onder depressies en fobieën.
Zijn moeder vertelde hem kort voor haar dood dat zijn biologische vader Fritz Michael Hartmann (1909-2000) was, haar voormalige superieur bij het ministerie van Sociale Zaken, die in de oorlog ook verzetsleider was geweest. De familie Hartmann woont sinds 1762 in Denemarken en heeft vooraanstaande musici voortgebracht, onder wie de componist J.P.E. Hartmann. Toen na onderzoek bleek dat het klopte, was Von Trier diep teleurgesteld dat hij geen joodse wortels bleek te hebben. Hij had zich goed gevoeld in zijn rol als buitenbeentje, voortkomend uit een vervolgd volk. In de synagoge voelde hij zich meer thuis dan in evangelische of katholieke kerken.
In zijn eerste huwelijk was Von Trier van 1987 tot 1995 getrouwd met de Deense regisseuse, scenariste en actrice Cæcilia Holbek, die net als hij aan de Deense filmacademie gestudeerd had. Tijdens de tweede zwangerschap van zijn vrouw werd hij verliefd op de (getrouwde) kinderoppas Bente Frøge. Drie weken na de geboorte van zijn tweede dochter verliet hij in 1995 officieel zijn vrouw om met Frøge samen te zijn. Dit leidde behalve tot veel onbegrip bij zijn vrouw tot een mediacircus in Denemarken. Hij scheidde in 2015 van Frøge.

## Filmografie
- Orchidegartneren (1977)
- Menthe La Bienheureuse (1979)
- Nocturne (1981)
- Den sidste detalje (1981)

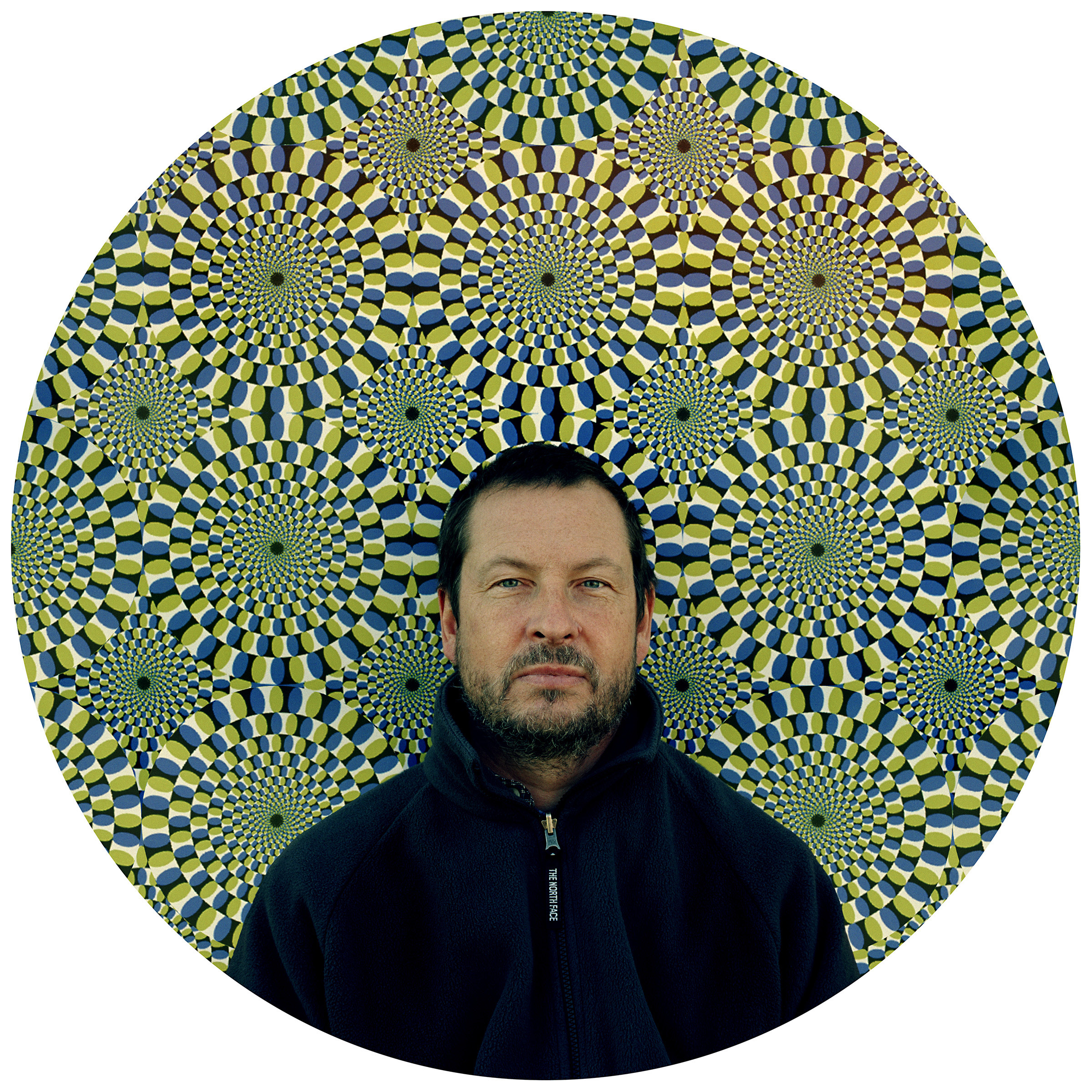
Lars von Trier gefotografeerd door Oliver Mark, Kopenhagen 2003

- Images of liberation / Befrielsesbilleder (1982)
- The Element of Crime / Forbrydelsens element (1984)
- Epidemic (1987)
- Medea (1988)
- Europa / Zentropa (1991)
- The Kingdom / Riget (1994)
- Breaking the Waves (1996)
- The Kingdom 2 / Riget (1997)
- The Idiots / Idioterne (1998)
- Dancer in the Dark (2000)
- D-Dag (TV) (2000)
- Dogville (eerste film in de trilogie USA - Land of Opportunities) (2003)
- De fem benspænd, samen met Jørgen Leth (aka The Five Obstructions) (2003)
- Manderlay (tweede film in de trilogie USA - Land of Opportunities) (2005)
- Direktøren for det hele (aka The Boss of It All) (2006)
- Antichrist (2009)
- Melancholia (2011)
- Nymphomaniac (2-delige film, erotisch drama (2013))
- The House That Jack Built (2018)
- The Kingdom Exodus / Riget Exodus (2022)

Daarnaast deed Von Trier reclamewerk, zoals Sauna (1986) voor het Deense boulevardblad Ekstra Bladet, en regisseerde hij de videoclip voor het lied Bakerman van Laid Back (1990).